# Gurue
Gurue (alternativamente também Gúruè, Gurué ou Gurúè e oficialmente em  Moçambique Guruè) é uma cidade de Moçambique, localizada na província da Zambézia e sede do distrito do mesmo nome.
Desde 1998 é um dos 53 municípios do país, com um governo local eleito. É também o centro da zona onde se encontram as maiores plantações de chá do país.
Gurue, que antes da independência chamava-se Vila Junqueiro, foi elevada à categoria de cidade em 24 de Fevereiro de 1971.
O município do Gurue tem uma área 107 km² e, de acordo com o Censo de 2007, uma população de 145,466 habitantes.